# Schwinger-Limit
Das Schwinger-Limit ist ein Grenzwert in der Quantenelektrodynamik (QED), ab dem nichtlineare Effekte für die elektrische Feldstärke erwartet werden. Die einzige Skala in der QED ist die Masse {\displaystyle m_{\mathrm {e} }} des Elektrons. Daher ist das Schwinger-Limit vergleichbar mit dem kritischen Feld
{\displaystyle E_{\mathrm {S} }={\frac {m_{\mathrm {e} }^{2}c^{3}}{e\hbar }}\approx 1{,}32\cdot 10^{18}\,\mathrm {\frac {V}{m}} }
mit
- der Lichtgeschwindigkeit {\displaystyle c}
- der Elementarladung {\displaystyle e}
- der reduzierten Planck-Konstante {\displaystyle \hbar }.

Entsprechend ist das kritische Magnetfeld:
{\displaystyle B_{\mathrm {S} }={\frac {E_{\mathrm {S} }}{c}}\approx 4{,}41\cdot 10^{9}\mathrm {T} }.
Julian Schwinger zeigte in einem grundlegenden Aufsatz von 1951, dass bei solchen Feldstärken das QED-Vakuum instabil ist und durch Erzeugung von Elektron-Positron-Paaren zerfällt. Schwinger berechnete dort die effektive QED-Lagrange-Dichte {\displaystyle {\mathcal {L}}_{\mathrm {eff} }} für konstantes äußeres Feld und in Einschleifen-Näherung. Dieser hat den Imaginärteil
{\displaystyle \Im {\mathcal {L}}_{\mathrm {eff} }={\frac {e^{2}E^{2}}{4\pi ^{3}}}\sum _{n=1}^{\infty }{\frac {1}{n^{2}}}\exp \left\{-n\pi {\frac {m_{\mathrm {e} }^{2}}{eE}}\right\}}
Er bestimmt nach {\displaystyle \left|\langle {\mathit {Vac}}|{\mathit {Vac}}'\rangle \right|^{2}=\left|\exp(-\mathrm {i} {\mathcal {L}}_{\mathrm {eff} })\right|^{2}=\exp \left(2\Im {\mathcal {L}}_{\mathrm {eff} }\right)} den Übergang in ein anderes Vakuum.
Bis 2014 waren Laser nicht stark genug, um diese Feldstärken zu erreichen, zukünftige Laser könnten dazu aber in der Lage sein.